# Wagner Molina
Wagner Molina (São Paulo, 1962) é um ator brasileiro.

## Biografia
Apaixonado pelo mundo da moda, Wagner ainda jovem trabalhou na área experimentando diversas funções.
As artes cênicas como profissão chegou mais tarde e o arrebatou. Aos 40 anos ingressou no curso de teatro do TUCA - Teatro da Universidade Católica de São Paulo e desde então não parou.
Trabalhou em pecas como “Os Justos” de Albert Camus, com direção de Roberto Lage; “O Fingidor” de Samir Yasbek; “O Beijo no Asfalto” de Nelson Rodrigues, direção de Sergio Ferrara; e a comédia “Mesa pra Dois” de Alessandro Marson, com direção de Helio Cícero e Fabíola Peña.
Seu primeiro contato com a TV foi em Marisol, novela do SBT, logo após foi contratado para Canavial de Paixões e outras na mesma emissora. Sua primeira participação na TV Globo, foi em “O Profeta” como Jaya Raj, até a chegada do personagem Fiasco em “Cama de Gato”. Fez parte também do elenco de Cordel Encantado, como Genaro.
Atua também em séries, trabalhou em “Coisa mais Linda” Netflix “Onisciente” Netflix "Gigantes do Brasil" History Chanel, Unidade Básica (Universal),  “Psi” e “O Negócio” - HBO, “DesEncontros” - Sony e Milagres de Jesus - Record.
No cinema atuando e dirigindo, Alguns trabalhos são: “Sobre Girassóis” de Carolina Fioratti "Bingo" O Rei das Manhãs de Daniel Rezende, "A Primeira Missa ou Tristes Tropeços, Enganos e Urucum" de Ana Carolina Soares, “A Grávida da Cinemateca” de Christian Saghaard “Magal e os Formigas” de Newton Cannito "Real" de Rodrigo Bittencourt," Cana Quente" de Luiz Zakir, e "Caju com Pizza" de Francisco Ramalho. Dirigiu e atuou nos curtas, "Olho Mágico", "O Fracassado", e
"O Retrato da Felicidade" Dirigido por Dora Castellar e Rodrigo Castelhano.

## Carreira

### Na televisão
| Ano  | Título              | Personagem        | Nota                  |
| ---- | ------------------- | ----------------- | --------------------- |
| 2002 | Marisol             |                   | Participação especial |
| 2003 | Canavial de Paixões | Eugênio           |                       |
| 2006 | O Profeta           | Jaya Raj          |                       |
| 2008 | Malhação            | Dutra             |                       |
| 2009 | Cama de Gato        | Fiasco            |                       |
| 2011 | Cordel Encantado    | Genaro            |                       |
| 2014 | Caju com Pizza      | Marcos            |                       |
| 2014 | (Des)Encontros      | Ávila             | 1 episódio            |
| 2014 | O Negócio           | Caíque            | 1 episódio            |
| 2016 | Unida Básica        | Dr. Jorge         | 1 episódio            |
| 2016 | Gigantes do Brasil  | Giovanni Briccola | 1 episódio            |
| 2019 | Coisa Mais Linda    | Gustavo           | Netflix               |

### No cinema
| Ano  | Título                                                 | Personagem          |
| ---- | ------------------------------------------------------ | ------------------- |
| 2017 | Bingo: O Rei das Manhãs                                | Rogério             |
| 2017 | Real: O Plano por Trás da História                     | Ministro da Justiça |
| 2016 | Fortunato                                              | Natalino            |
| 2014 | A Primeira Missa ou Tristes Tropeços, Enganos e Urucum | Ubirajara           |
| 2006 | O Retrato da Felicidade                                | Louco               |